# 바나헤임
바나헤임(고대 노르드어: Vanaheimr)은 노르드 신화에서 바니르 신족의 세계이다. 바나헤임은 《고 에다》 및 《신 에다》, 《헤임스크링글라》에 언급되며, 모두 뇨르드가 자란 곳이라고 한다.

## 문헌상의 출전
바나헤임은 《고 에다》에서는 딱 한번 언급된다. 〈바프스루드니르가 말하기를〉 제39절이 해당 부분이다. 오딘이 스스로를 "가근라드"라는 가명으로 소개하며 요툰 바프스루드니르와 지혜 대결을 하는데, 가근라드는 바프스루드니르에게 반 신인 뇨르드는 많은 저택과 신전을 가지고 있으나 에시르 사이에서 자라지 않았는데, 그가 온 곳이 어디냐고 묻는다. 바프스루드니르는 뇨르드는 바나헤임에서 "현명한 자들" 사이에서 태어났으며, 아스-반 전쟁 당시 인질로 교환되었다고 대답한다. 또한 바프스루드니르는 라그나로크의 말세가 다가오면 뇨르드는 "현명한 바니르"에게로 돌아갈 것이라고 덧붙인다.

| 벤저민 소프의 번역 바나헤임에서 현명한 자들이 그를 낳았고, 그는 신들에게 인질로 주어졌지. 말세의 때가 오면, 그는 현명한 바니르에게로 돌아갈 거요. | 헨리 애덤스 벨로우스의 번역 웨인족의 땅에서 현명한 자들이 그를 낳았고, 신들에게 맹세의 징표로 넘겨졌소. 세계가 멸망할 때가 오면, 그는 돌아가리라, 현명한 웨인족의 고향으로. |  |

《신 에다》의 〈길피의 속임수〉 제23장에서 옥좌에 앉은 높으신 분이 말하길, 뇨르드는 바나헤임에서 자랐으나 에시르에게 인질로 보내졌다고 한다.
《헤임스크링글라》에 수록된 《윙글링가 사가》는 노르드 신화를 에우헤메리즘적으로 해석하고 있다. 제1장에서 "반족 또는 바니르의 고향"은 오늘날 러시아의 돈강 유역이라고 한다. 제4장에서는 아스-반 전쟁을 묘사하면서, 볼모 교환 때 에시르는 회니르를 바나헤임으로 보냈다고 한다. 제15장에서 스베이그디르 왕이 스웨덴의 "바나란드"라는 곳에서 바나라는 여자와 결혼했다는 언급이 나온다. 두 사람은 바늘란디라는 아이를 낳았는데, 이 이름은 "바니르의 땅에서 온 남자"라는 뜻이다.

## 신화 해석
《고 에다》 중 〈무녀의 예언〉에서 이름 모를 볼바가 "아홉 개의 세계"가 있다는 말을 한다. 그 아홉 개가 무엇인지 정확한 언급은 어떠한 문헌에서도 찾을 수 없으나, 대개 바나헤임을 포함하여 아스가르드, 알프헤임, 미드가르드, 요툰헤임, 스바르트알파헤임, 니플헤임, 무스펠스헤임, 그리고 아마도 니다벨리르로 보고 있다.
힐다 엘리스 데이비드슨은 바나헤임의 위치가 어디인지 불분명하다면서, 어쩌면 지하세계에 있을 가능성을 제기했다. 데이비드슨은 봉분과 언덕과 강에 사는 땅의 정령인 베티르(Vættir)와 바니르(Vanir) 사이에 관련이 있을 것이라고 말한다.
루돌프 지메크는 스노리가 "아스의 땅"인 아스가르드에 대응하여 "반"의 땅인 바나헤임이라는 말을 만들어냈음이 "의심할 나위 없다"고 주장한다. 그러나 지메크는 〈바프스루드니르가 말하기를〉에도 바나헤임이라는 말이 등장하는 것에 대해서는 언급하지 않았다.

## 참고 자료
- Bellows, Henry Adams (Trans.) (1923). The Poetic Edda. American-Scandinavian Foundation
- Byock, Jesse (Trans.) (2005). The Prose Edda. Penguin Classics. ISBN 0-14-044755-5
- Davidson, Hilda Ellis (1993). The Lost Beliefs of Northern Europe. Routledge. ISBN 0-203-40850-0
- Hollander, Lee Milton. (Trans.) (2007). Heimskringla: History of the Kings of Norway. University of Texas Press. ISBN 978-0-292-73061-8
- McKinnell, John (2005). Meeting the Other in Norse Myth and Legend. DS Brewer. ISBN 1-84384-042-1
- Simek, Rudolf (2007) translated by Angela Hall. Dictionary of Northern Mythology. D.S. Brewer. ISBN 0-85991-513-1
- Thorpe, Benjamin (Trans) (1866) The Elder Edda of Saemund Sigfusson. Norrœna Society.